# Pires do Rio (gemeente)
Pires do Rio is een gemeente in de Braziliaanse deelstaat Goiás. De gemeente telt 30.930 inwoners (schatting 2016).

## Aangrenzende gemeenten
De gemeente grenst aan Caldas Novas, Cristianópolis, Ipameri, Orizona, Palmelo, Santa Cruz de Goiás, São Miguel do Passa-Quatro, Urutaí en Vianópolis.